# 1673 a tudományban
Az 1673. év a tudományban és a technikában.

## Születések
- augusztus 10. – Johann Conrad Dippel német teológus, alkimista és orvos († 1734)

## Halálozások
- augusztus 17. – Reinier de Graaf holland orvos és anatómus (* 1641)